# Старая Мусиевка
Старая Мусиевка (укр. Стара Мусіївка) — село,
Мусиевский сельский совет,
Хорольский район,
Полтавская область,
Украина.
Код КОАТУУ — 5324883213. Население по переписи 2001 года составляло 10 человек.

## Географическое положение
Село Старая Мусиевка находится на левом берегу реки Сула,
выше по течению на расстоянии в 3 км расположено село Шкили,
ниже по течению на расстоянии в 2,5 км расположено село Загребля (Оржицкий район),
на противоположном берегу — село Лукомье (Оржицкий район).
Река в этом месте извилистая, образует лиманы, старицы и заболоченные озёра.
Рядом проходит автомобильная дорога Т-1709.

## История
До отмены крепостного права Старая и Новая Мусиевка числились как одно село Мойсеевка, на картах отмечены изредка отдельно
Вознесенская церковь находилась в Мусиевке
Имеется на карте 1787 года